# Pavel Haas
Pavel Haas (Brno, Moràvia, 21 de juny de 1899 – Auschwitz, 17 d'octubre de 1944) va ser un compositor txec, mort durant l'Holocaust. Un dels més destacats exponents de l'escola de composició de Leoš Janáček, emprava elements folklòrics i del jazz. La seva obra és reduïda però important, en especial el seu cicle de quatre cançons de poesia xinesa i els quartets de corda.

## Biografia
Nascut en el si d'una família jueva, va estudiar composició al conservatori d'Odessa durant 1919 i 1921 amb Jan Kunc i Vilém Petrželka, i posteriorment va prosseguir la seva formació amb Leoš Janáček, el qual el va apreciar i considerar com el seu millor alumne.
Va escriure més de 50 obres, com ara simfonies, corals, música de pel·lícules i de teatre i l'òpera Šarlatán ("El xafarder"), estrenada amb molt d'èxit a Brno el 1938.
El 1941, quan la seva creativitat compositiva estava en ple apogeu, Haas va ser deportat a Theresienstadt (Terezín), juntament amb altres compositors, com Viktor Ullmann, Gideon Klein i Hans Krása. Abans de la deportació, es va divorciar de la seva esposa perquè ella i la seva filla no patissin la mateixa sort. Immers en una profunda depressió, però animat per Gideon Klein, va escriure vuit obres en el camp de concentració, incloses les Quatre cançons de poesia xinesa, que es van estrenar allà mateix sota la direcció de Karel Ančerl.
Els Nazis van remodelar Theresienstadt per a una visita de la Creu Roja i en el documental propagandístic titulat “Der Führer schenkt den Juden eine Stadt” (El Führer regala una ciutat als jueus), en què es volia desmentir que es tractés d'un camp de concentració, apareix el mateix Pavel Hass i la seva composició Estudi per a Orquestra de Corda. Pocs dies després, però,18.000 presoners van ser deportats a Auschwitz, inclosos Haas i els nens que havien participat en aquesta òpera. Segons el testimoni de Karel Ančerl, Haas va estar amb ell en arribar a Auschwitz. Allà el Dr. Josef Mengele va estar a punt d'enviar a Ančerl a la cambra de gas, però el debilitat Haas va començar a tossir i això va fer que ell fos l'escollit.
El seu germà Hugo Haas (1901-1968) va fer carrera com a actor i director de cinema a Hollywood.

## Obra
Leoš Janáček va tenir una influència decisiva en l'estil de Haas, sobretot en l'ús de melodies de Moràvia. L'obra de Haas integra també altres músiques tradicionals, com pot ser l'hebrea, així com elements del llenguatge del jazz. Segons el seu biògraf, el musicòleg Lubomír Peluzzi, Hass és més un successor que un deixeble de Janáček, perquè va més enllà i connecta la tradició de la música txeca amb la música europea occidental moderna.
El Quartet de corda núm.1 (1920) és una sonata d'un sol moviment, densament contrapuntística i amb un ampli abast harmònic.
El Quartet de corda núm.2 (1925), Op. 7, titulat Des de les muntanyes dels micos (en txec: "Z opičích hor"), tres anys després de finalitzar els seus estudis de composició amb Janáček´, s'inspira en un viatge a les muntanyes del mateix nom, a Moràvia. Estrenada l'any 1926, l'obra no va tenir bona acceptació, ja que integrava elements poc usuals, de manera que Haas va optar per canviar el final i eliminar-ne la percussió, si bé actualment moltes interpretacions tornen a incorporar-lo.
Haas va escriure diverses bandes sonores per al cinema. Una d'elles va ser la de Zivot je pes ("La vida és un gos") (1933), que va protagonitzar el seu germà Hugo Haas.
Šarlatán (El xafarder) (1934-37), és una òpera tragicòmica en tres actes. Es va estrenar l'any 1938 al Teatre Nacional de Brno, dirigida per Guido Arnoldi.
El Quartet de corda núm.3 (1938), el va compondre quan Haas estava en el moment dolç de la seva carrera. La composició inclou elements de la música folklòrica de Moràvia i un llenguatge propi carregat de lirisme en el moviment central.
La Suite per a Oboè i piano, Op.17 (1939) desprèn l'angoixa de les vivències de Haas en intentar fugir del terror nazi.
Haas va deixar inacabada una gran simfonia per a orquestra (1940-1941), que l'any 1994 el compositor Zdeněk Zouhar va completar, respectant el seu estil.
Quatre cançons xineses, composta per a baríton i piano l'any 1944, quan era al camp de concentració de Terezín, les cançons il·lustren el seu estat anímic. Basades en poemes de diferents poetes xinesos, les quatre cançons són molt cromàtiques sense arribar a ser atonals. La relació entre text i música és expressiu, és a dir, cada poema té un caràcter propi: la primera i la tercera tenen un carácter trist, la segona és més animosa i finalment la quarta torna a ser trista, però conclou amb una coda alegra, que invoca un nou dia.

## Enregistraments
- Šarlatán (òpera completa) – Prague Philharmonic Choir, Prague. StateOpera Orchestra, Israel Yinon (director); Decca Record Company 460 042-2 (1998)
- Pavel Haas: Orchestral Music – Staatsphilharmonie Brünn, Israel Yinon (director); Koch Schwann (1997). Inclou: Scherzo trist, Op. 5; Šarlatán (òpera suite), Op. 14, i Simfonia (inacabada).
- Janáček/Haas/Szymanowski: String Quartets Arranged for String Orchestra – Australian Chamber Orchestra, Richard Tognetti (director); Chandos CD 10016. Inclou: Quartet de corda Núm. 2 "Z opičích hor", Op. 7
- Pavel Haas: String Quartets 1-3 (Czech Degenerate Music, Volum 2) – Kocian Quartet; Praga Productions 250 118 (1998)
- Haas and Janáček String Quartets – Pavel Haas Quartet, Supraphon SU 3922-2. Inclou: Quartet de corda Núm. 1 en Do# menor, Op. 3, i Quartet de corda Núm. 3, Op. 15.
- Pavel Haas: Bläserquintett, Suiten Op. 13 Op. 17, Vyvolená – Jörg Dürmüller (tenor), Dennis Russell Davies (piano), Stuttgarter Bläserquintet; Orfeo International Music C 386 961 A (1996). Inclou: Quintet de vent, Op. 10; Suite per a piano, Op. 13; Suite per a oboè i piano, Op. 17, i Vyvolená, Op. 8.
- Chamber Music of Pavel Haas – Ensemble Villa Musica; MD&G 304 1524-2. Inclou: Quintet de vent, Op. 10; Suite per a oboè i piano, Op. 17, i Quartet de corda Núm. 3, Op. 15.
- Risonanza – Vilém Veverka (oboè), Ivo Kahánek (piano); Supraphon SU 3993-2. Inclou: Suite per oboè i piano.
- Music from Theresienstadt – Wolfgang Holzmair (baríton), Russell Ryan (piano); Bridge Records 9280. Inclou: Quatre cançons de poesia xinesa.
- Terezín/Theresienstadt – Christian Gerhaher (baríton), Deutsche Grammophon, 2007. Inclou: Quatre cançons de poesia xinesa.

## Pavel Haas Quartet
El quartet de corda txec Pavel Haas Quartet es va fundar el 2002. El grup pren el seu nom a causa de la importància de Haas dins la música txeca, especialment pel que fa a les seves tres composicions per a quartet de corda, tots enregistrats pel Pavel Haas Quartet.
El seu primer àlbum, sobre els quartets de Haas i Janáček, va obtenir el Premi Gramophone de Música de Cambra.

## Haas com a personatge literari
Pavel Hass és un personatge protagonista de la trilogia First Republic trilogy, de l'escriptor David Herter. Es tracta d'una reflexió sobre la relació entre art i context històric en la Txecoslovàquia del període d'entreguerres, que comprèn les novel·les On the Overgrown Path (2006), The Luminous Depths (2008) i One Who Disappeared (2012).